# Larsbreen
Larsbreen è un ghiacciaio minore nell'isola di Spitsbergen, nell'arcipelago delle Svalbard.
È situato tra le montagne Lars Hiertafjellet (alta 876 m, a est) e Trollsteinen (850 m, a ovest). È lungo circa 3,5 km e scorre verso nord immettendosi da est nella valle di Longyear, al termine della quale si trova l'insediamento di Longyearbyen.
Nei depositi morenici del ghiacciaio si rinvengono fossili di alberi caducifoglie del Cretaceo.
Il ghiacciaio prende il nome dall'editore e politico svedese Lars Johan Hierta, che sostenne finanziariamente l'esplorazione svedese dell'isola.